# Raduň
Raduň (deutsch Radun) ist eine Gemeinde in der Region Moravskoslezský kraj (Tschechien).

## Lage

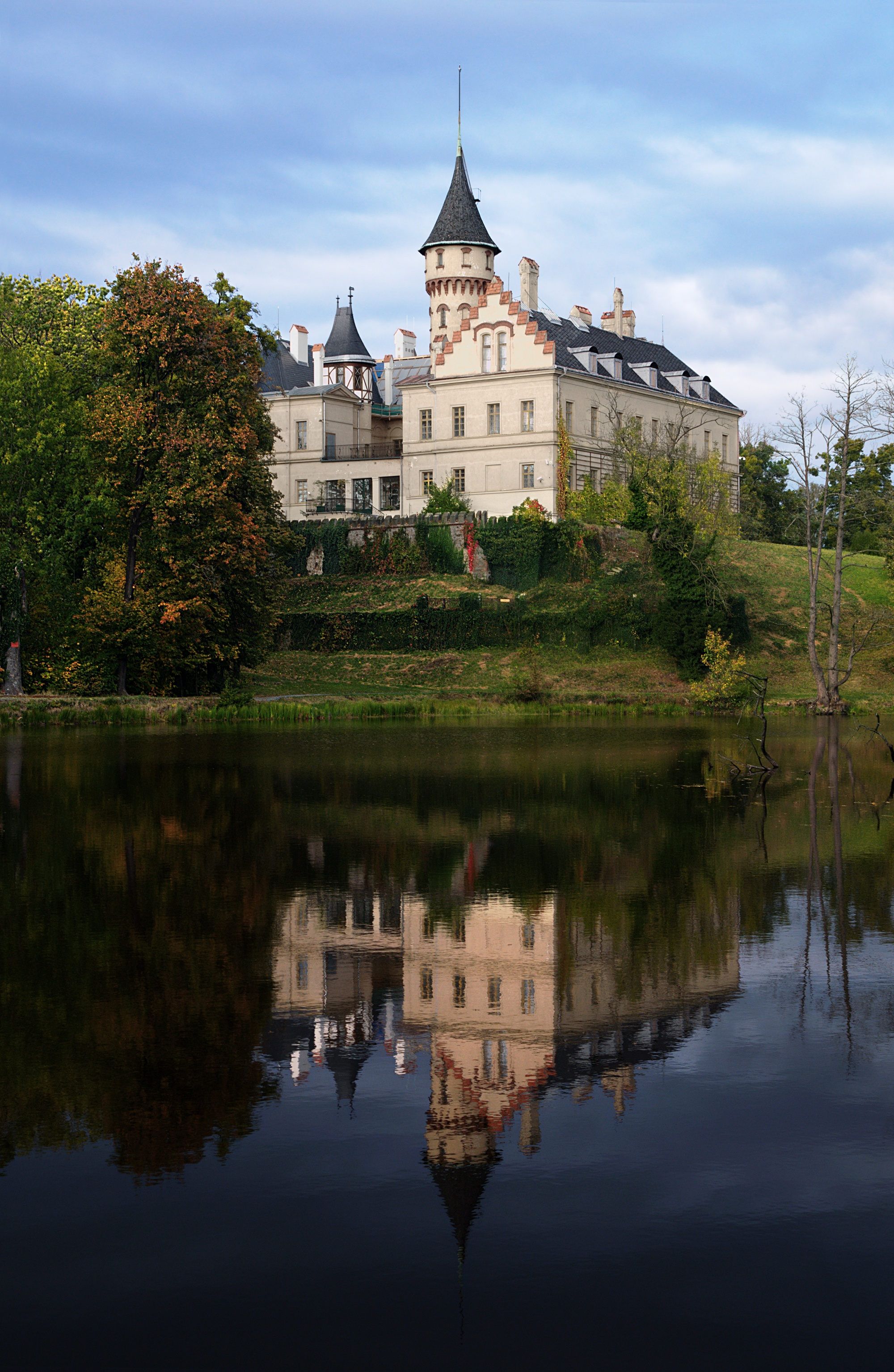
Schloss Raduň

Radun nimmt eine Fläche von 802 Hektar ein, auf der 985 Menschen leben. Es befindet sich im Tal des Flusses Raduňka, unweit von Troppau. Südlich vom Dorf befindet sich ein Landschaftspark mit zahlreichen touristisch ausgeschilderten Wegen, romantischen Winkeln und künstlich hergestellten Aussichtspunkten. So kann man von den Hügeln aus die Landschaft der Troppauhöhe bewundern und bei guter Sicht erscheint am Horizont der Ostsudeten mit dem Berg Altvater. Nördlich der Gemeinde befinden sich zahlreiche Teiche. Beim tiefstgelegenen Teich wächst der älteste Baum im Kreis, eine 400 Jahre alte Eiche mit einem Stammumfang von 6 Metern.

## Geschichte
1322 wurde das Dorf erstmals schriftlich erwähnt. Durch die Lage des Dorfes auf dem sogenannten Jadeweg, gewann es eine strategische Bedeutung. Bald wurde hier eine Feste und das Schloss Raduň erbaut.
Nach dem Münchner Abkommen wurde der Ort dem Deutschen Reich zugeschlagen und gehörte bis 1945 zum Landkreis Troppau.

## Sehenswürdigkeiten
- Schloss Raduň (1816 bis 1822) im empiristischen Baustil.

## Söhne und Töchter (Auswahl)
- Gebhard Leberecht Blücher von Wahlstatt (1836–1916), preußischer Standesherr und Mitglied des Preußischen Herrenhauses
- Gebhard von Blücher (1865–1931), preußischer Standesherr, Mitglied des Preußischen Herrenhauses